# Kolkvície krásná
Kolkvície krásná (Kolkwitzia amabilis) je jediný druh rodu kolkvície, patřícího do čeledi zimolezovité (Caprifoliaceae). Je to keř s jednoduchými vstřícnými listy a nápadnými, bohatými, růžovými květy, pocházející z Číny. V České republice je pěstován jako okrasná dřevina.

## Charakteristika
Kolkvície krásná je opadavý vzpřímený keř dorůstající výšky 2 až 3 metrů. Borka na kmeni je papírovitě odlupčivá, mladé letorosty jsou hustě chlupaté. Listy jsou vejčité až kopinaté s protáhlou špičkou, 3 až 7 cm dlouhé, na okraji oddáleně pilovité. Květy jsou světle růžové, po dvou na květních stopkách a skládají koncové chocholíky. Rozkvétají v květnu až červnu. Plodem je jednosemenná štětinatá tobolka.
Druh pochází z horských lesů v Číně.

## Využití
Kolkvície je v ČR pěstována jako okrasný keř. Je to cenná a efektní solitéra, okrasná především v době květu. Vyžaduje slunné stanoviště, živné a propustné půdy. Rozmnožujeme zpravidla bylinnými řízky nebo semeny.